# Alcimus porrectus
Alcimus porrectus là một loài ruồi trong họ Asilidae. Alcimus porrectus được Walker miêu tả năm 1851. Loài này phân bố ở vùng nhiệt đới châu Phi.